# Red Conceptualismos Sur

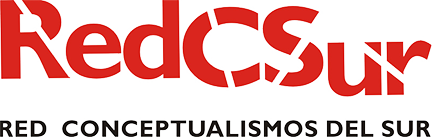
Logo RedCSur.

La Red Conceptualismos del Sur (RedCSur) se presenta como una plataforma internacional de trabajo, pensamiento y también como toma de posesión colectiva. Fundada en 2007, a raíz de la preocupación de un grupo de investigadores sobre la necesidad de intervención política, se presenta como un tejido activista enfocado en la pluralidad sur-sur que pretende la actuación en el campo artístico, la archivística, las prácticas curatoriales y los movimientos sociales.

## Red
Red de Conceptualismos del Sur (RedCSur) se presenta como un tejido o red que trata de conectar los lugares en posición Sur, comprendiendo con ello no una situación geográfica, si no más bien la comprensión de una narrativa geopolítica y afectiva común.

## Nodos
La organización de Red Conceptualismos del Sur (RedCSur) se encuentra dividida conforme a cuatro nodos principales, archivos, investigaciones, publicaciones y activaciones. A estos ámbitos de trabajo se le suman una serie de proyectos transversales y la coordinación. Los archivos relacionados con las prácticas artísticas críticas latinoamericanas son el principal foco de Red Conceptualismos del Sur (RedCSur) atendiendo a su compromiso ético y político, centrándose en los generados en las décadas de los sesenta y ochenta debido a las condiciones precarias en las que se encuentran. La misión es la de preservar y fomentar la consulta de dichos archivos a través de la socialización y la generación de conexiones con diferentes instituciones públicas que se encuentren en una sintonía de compromiso con la propia misión de la red y de los archivos. Al mismo tiempo, presentan un interés agudo por la generación de archivos digitales que posibiliten el acceso a la memoria colectiva.
Los archivos relacionados con las prácticas artísticas críticas latinoamericanas son el principal foco de Red Conceptualismos del Sur (RedCSur) atendiendo a su compromiso ético y político, centrándose en los generados en las décadas de los sesenta y ochenta debido a las condiciones precarias en las que se encuentran. La misión es la de preservar y fomentar la consulta de dichos archivos a través de la socialización y la generación de conexiones con diferentes instituciones públicas que se encuentren en una sintonía de compromiso con la propia misión de la red y de los archivos. Al mismo tiempo, presentan un interés agudo por la generación de archivos digitales que posibiliten el acceso a la memoria colectiva.
A través del nodo archivos se configura la política y los archivos de Red Conceptualismos del Sur (RedCSur) conforme a los valores estipulado en Llamamiento por una política común de archivos. En la actualidad el nodo trabaja mediante la institucionalización en compañía de diferentes instituciones públicas y la puesta en común de distintos archivos. Red Conceptualismos del Sur (RedCSur) presenta también junto con el Museo Nacional Centro de Arte Reina Sofía (MNCARS) un seminario internacional llamado Archivos del Común.
En el nodo que hace referencia a las activaciones, se centran las principales actividades dinamizadoras de toda la Red Conceptualismos del Sur (RedCSur) incluyendo no solo prácticas relacionadas con el programa, sino que se generan a la vez campañas públicas de contenido social y político.
En el desarrollo del nodo de publicaciones, Red Conceptualismos del Sur (RedCSur) tiene el propósito de llevar a cabo una editorial centrada en la gestión, el impulso y la socialización de las publicaciones de la propia red. Presentan conexiones con la Editorial Ocholibros asentada en Santiago de Chile y con ello se impulsa la difusión latinoamericana de sus publicaciones. El nodo de publicaciones trabaja en conjunto con la revista en formato digital Desbordes con la cual se lleva a cabo la elaboración de un catálogo de los artículos y los libros de la propia Red Conceptualismos del Sur (RedCSur). Se ha generado en los últimos años la editorial pasafronteras, encargada de editar publicaciones tanto externas como internas a la RedCSur.
La Red Conceptualismos del Sur (RedCSur) tiene como objetivo la articulación de distintas dinámicas de investigación de los integrantes de la Red a través de proyectos particulares y mediante la organización de iniciativas. Al mismo tiempo se desarrollan encuentros bianuales que permitan la conexión y la interacción de los diferentes investigadores a través de los siguientes ejes: Arte y Política, Procesos sociales y Prácticas Artísticas, Feminismos y Movimientos Sociales. El Laboratorio de Prácticas Artísticas, Política y Procesos Sociales en América Latina se presenta como la plataforma de investigación que articula la Red Conceptualismos del Sur (RedCSur). A través de esta plataforma se llevan a cabo diferentes iniciativas de activación política, pedagógica y su vinculación al contexto social.

## Proyectos transversales
Hay una serie de proyectos que tienen lugar en paralelo al trabajo concreto de cada nodo y que, habitualmente se generan en formato expositivo.

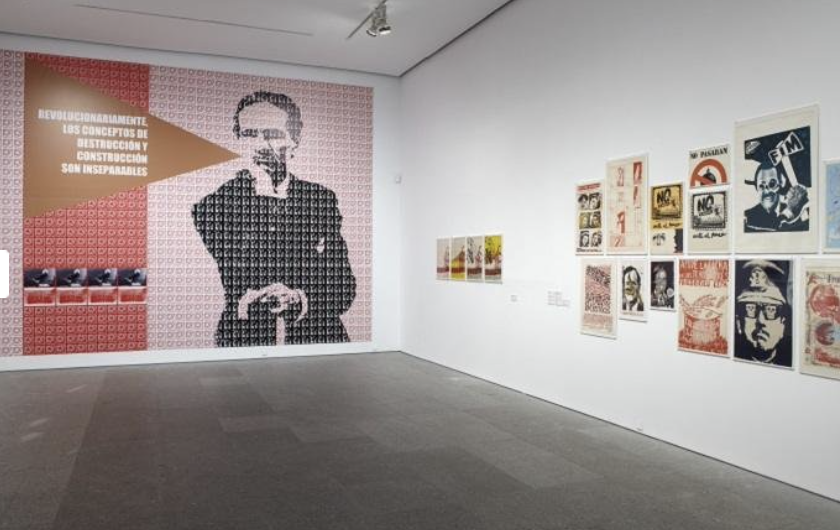
Vista de sala de la exposición. Perder la forma humana, Museo Nacional Centro de Arte Reina Sofía, 2012.

### Perder la forma humana. Una imagen sísmica de los años ochenta en América Latina.
Este proyecto se plantea en el marco de la investigación y la exposición a través de la curaduría de Red Conceptualismos del Sur (RedCSur) llevado a cabo en el Museo Nacional Centro de Arte Reina Sofía (MNCARS) en el año 2012.  El objetivo principal de la exposición era desarrollar un rastreo de las prácticas artísticas y políticas que estuvieran vinculadas a diferentes experiencias que se relacionaran con los conceptos de resistencia y libertad, y que tuvieran como recurso principal en los aspectos artísticos y políticos el propio cuerpo. La muestra se sitúa en América Latina en los años ochenta y hace frente a la bipolaridad entre la violencia sometida al cuerpo y la experiencia radical de libertad y transformación que provocó el cese de una agresión represiva.

#### Devenir otros cuerpos. Experiencias de resistencia de los años ochenta en Uruguay
Se sitúa en el marco de la exposición Perder la forma humana. Una imagen sísmica de los años ochenta en América Latina y el objetivo de la investigación es obtener información sobre las activaciones y prácticas artísticas políticas que tuvieron lugar concretamente en Uruguay en los años 80 a través de diferentes muestras documentales, centrándose en el periodo de dictadura cívico-militar.

### Giro gráfico. Como en el muro la hiedra.

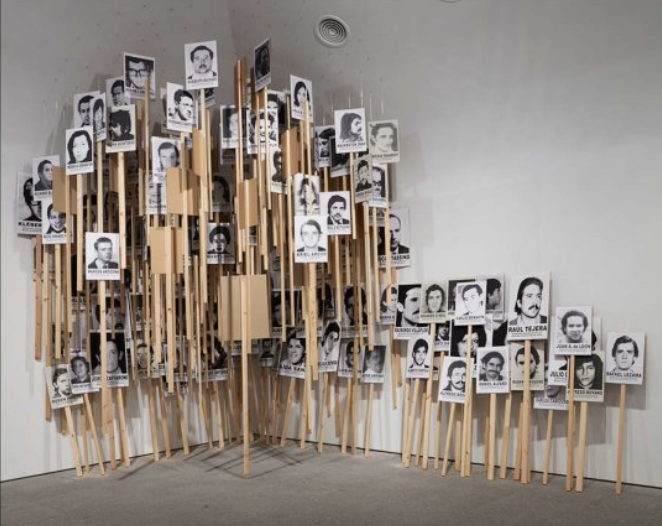
Vista de la exposición Giro gráfico. Como en el muro la hiedra, Museo Nacional Centro de Arte Reina Sofía, 2022.

En este caso, esta investigación colectiva llevada a cabo por Red Conceptualismos del Sur (RedCSur) y el Museo Nacional Centro de Arte Reina Sofía (MNCARS) se centró en los desarrollos gráficos llevados a cabo desde 1960 hasta la actualidad, proponiendo un desarrollo gráfico de caso centrándose principalmente en contextos de emergencia opresivos a nivel político en América Latina. La investigación se plasmó en una exposición itinerante que vio la luz por primera vez en el Museo Nacional Centro de Arte Reina Sofía (MNCARS) en el año 2022. La muestra se centró en los propuestos expandidos del concepto gráfica y el concepto de giro en términos de revuelta. La atención recaía sobre los vínculos entre arte y política desarrollados a través de distintas conversaciones y con colectivos como AIDA, Alvorada, Cromoactivismo, Fugitivas del Desierto, Iconoclasistas o La Voz de la Mujer, entre otros, y también se integraban artistas como Julio Le Parc o Luis Felipe Noé.
En el marco de esta exposición tuvieron lugar una serie de actividades en el Museo Nacional Centro de Arte Reina Sofía (MNCARS) que se engloban en el Zona de Intensidad Temporal (ZIT) Nº3 Materia y política, como Acción gráfica, revueltas y antifascismos o Estallidos gráficos.

## Seminarios
En el desarrollo de su trabajo, la Red Conceptualismos del Sur (RedCSur) lleva a cabo una serie de talleres, seminarios y presentaciones que pueden ser consultadas a través de su web. Entre ellas encontramos:
- Seminario Archivos del Común.
- Seminario ‘Cuerpos Desobedientes. Nuevos cruces entre arte y política en América Latina en los años 80’.
- Memorias Disruptivas Tácticas para entrar y salir de los Bicentenarios de América Latina y el Caribe.
- Seminario ‘Poner el Cuerpo. Formas del activismo artístico en América Latina, años 80’.
- ‘Conceitualismos do Sul/Sur’, en el MAC USP.